# Fashion Nova
Pour les articles homonymes, voir Fashion (homonymie) et Nova (homonymie).
Fashion Nova est une marque américaine de fast fashion fondée en 2006 par Richard Saghian. L'entreprise vend principalement en ligne mais possède également des points de vente. Elle est connue pour utiliser Instagram afin d'interagir avec des clients réguliers, des personnalités ou mannequins. La marque commercialise principalement des vêtements pour femmes mais aussi pour hommes.

## Historique
Fashion Nova est fondée par le discret irano-américain Richard Saghian en 2006, à Panorama City. Après cette boutique à Los Angeles, celui-ci créé une chaine de magasins commercialisant du « clubwear » économique.
Sept ans plus tard, Richard Saghian remarquant que les mêmes produits que les siens sont commercialisés en ligne, lance son propre site internet. Celui-ci rencontre rapidement le succès ; dès le départ il fait d'Instagram son outil central de communication, imposant le hashtag #NovaBabes, sans utiliser la publicité traditionnelle ni fait de défilé. « Nova Babes » devient le surnom des clientes postant des images d'elles habillées en Fashion Nova. Avec plusieurs millions d'abonnés de nos jours, dont plusieurs milliers d'influenceurs, l'exposition sur la toile est supérieure à H&M et Zara réunis mais également aux marques de luxe comme Versace, Givenchy, Gucci, Louis Vuitton ou Chanel, avec plusieurs milliers de publication chaque mois, et même plusieurs chaque heure, frôlant la saturation. En 2017 puis 2018, Fashion Nova est la marque de mode la plus recherchée sur Google,,. L'entreprise a également investi de domaine des mèmes comme canal de communication décalé et faisant rire,.
Les stylistes créent pratiquement un millier de nouveau modèle chaque semaine et le chiffre d'affaires atteint une progression de 600 % en 2017.
L'entreprise lance en 2016 une ligne « grandes tailles » : Fashion Nova Curve, puis dispose également depuis juin 2018 d'un gamme pour les hommes ainsi que, l'année suivante, d'une ligne de jeans. En parallèle, Fashion Nova annonce le projet d'une ligne de cosmétiques. La marque collabore parfois avec des artistes, comme la collection capsule avec Cardi B fin 2018, expérience qu'elle réitère en mai de l'année suivante,.

### Une marque controversée
La marque reste controversée à cause de « surproduction, copies vulgarité assumée ». 
En quelques heures, Fashion Nova produit des imitations de vêtements mis en avant sur les réseaux sociaux et va jusqu'à publier les images de ces vêtements à côté des originaux. Par cette transparence, l'entreprise assume pleinement la copie, contrairement à d'autres marques de fast fashion, et va jusqu'à changer les règles du jeux : « Ça peut être perçu comme la sincérité. On ne prend pas les consommateurs pour des idiots » précise Pascal Monfort.  Pourtant, cette rapidité de réactivité étonne de nombreux observateurs qui vont soupçonner une connivence entre influenceuses, ayant accès aux tenues remarquées, et Fashion Nova,. D'ailleurs, la marque « s’auto-définit ultra-fast-fashion ». Pascal Monfort ajoute que « le plus fascinant chez Fashion Nova, c'est son arrogance vis-à-vis du bon goût […] elle fait de l'hyper vulgaire, hyper copié et hyper rapide. » En ce qui concerne à la vulgarité, l'entreprise assume également.
Par ses volumes et son comportement, la marque reste donc à l'opposé de la mode éthique ou écoresponsable. Suivant la saison, la marque produit majoritairement en Californie, ce qui lui permet cette réactivité sans délais, mais également en Chine, soit majoritairement à l'étranger. Le New York Times soulève une étude du Département du Travail des États-Unis montrant que les ouvriers, qui travaillent pour la marque en Amérique, sont sous-payés ; ce que dément la marque peu après. 
Alors que les retours de vêtements achetés en ligne peuvent représenter pratiquement un tiers des ventes, Fashion Nova mise le coût élevé des frais de port, plus élevé que le petit prix de ses produits, pour que ses clients se dissuadent de les renvoyer ; de plus, le client sera remboursé uniquement en bon d'achat.